# Gulstrupig lövletare
Gulstrupig lövletare (Automolus ochrolaemus) är en fågel i familjen ugnsfåglar inom ordningen tättingar.

## Utseende och läte
Gulstrupig lövletare är en oansenlig brun fågel. Strupen är djupt gulbeige, liksom ögonbryn och ögonring. Den roströda stjärten kontrasterar mot den i övrigt enfärgade mörkbruna fjäderdräkten. Sången består av en fallande serie nasala toner som ökar i hastighet och ofta avslutas fräsande. 

## Utbredning och systematik
Gulstrupig lövletare delas in i fyra underarter med följande utbredning:
- Automolus ochrolaemus pallidigularis – förekommer från östra Panama till Colombia och nordvästra Ecuador
- Automolus ochrolaemus turdinus – förekommer i Amazonområdet norr om Amazonfloden
- Automolus ochrolaemus ochrolaemus – förekommer i sydvästra Amazonområdet söder om Amazonfloden
- Automolus ochrolaemus auricularis – förekommer från centrala Brasilien till nordöstra Bolivia

Nordlig lövletare (A. cervinigularis) behandlades tidigare som en del av gulstrupig lövletare, men urskiljs sedan 2023 som egen art.

## Levnadssätt
Gulstrupig lövletare hittas i fuktiga tropiska skogar. Där lever den tillbakadraget och kan vara svår att se. Fågeln uppträder enstaka eller i par, klättrande bland klängväxter eller annan tät undervegetation, ibland även på marken bland torra löv.

## Status
Arten har ett stort utbredningsområde och beståndet anses vara stabilt. Internationella naturvårdsunionen IUCN listar den därför som livskraftig (LC).